# Приполярный совет инуитов
Приполярный совет инуитов (ICC) (англ. Inuit Circumpolar Council, гренл. Inuit Issittormiut Siunnersuisooqatigiiffiat), ранее называвшийся Приполярной конференцией инуитов — многонациональная неправительственная организация (НПО) и организация коренных народов (IPO), представляющая 180 000 инуитов, юпикских и чукотских народов, проживающих на Аляске (США), в Канаде, Гренландии (Датское королевство) и на Чукотке (Россия). ICC была аккредитована при ЭКОСОС и получила специальный консультативный статус (категория II) при ООН в 1983 году.
Конференция, которая впервые собралась в июне 1977 года в Барроу, Аляска (ныне Уткиагвик), первоначально представляла коренные народы Канады, Аляски и Гренландии. В 1980 году были приняты устав и подзаконные акты совета. Конференция согласилась заменить термин эскимос на термин инуиты. Однако это не получило широкого признания со стороны некоторых групп, в первую очередь юпиков (см. Раздел «Предыстория» ниже). Целями конференции являются укрепление связей между народами Арктики и продвижение человеческих, культурных, политических и экологических прав и политики на международном уровне.
ICC проводит генеральную ассамблею каждые четыре года. ICC является одним из шести сообществ коренных народов Арктики, имеющих статус постоянного члена Арктического совета.

## Предыстория
Население инуитов включает следующие группы и регионы:
- Канада: Нунавут, Инувиалуит (Северо-Западные территории), Нунавик (Северный Квебек) и Нунатсиавут (Лабрадор).
- США (Аляска): инупиаты и юпики.
- Гренландия: Калааллит, Инугуит и Тунумиит.
- Россия (Чукотский полуостров): сибирские юпики и чукчи.

Все эти народы иногда вместе именуются экзонимом эскимосов, использование которого не одобряется многими инуитами, особенно в восточной Канаде. ICC использует термин «инуиты» для обозначения их всех, что имеет свои проблемы. Один из них носит административный характер: инуков в Соединенных Штатах можно считать «коренными американцами», «коренными жителями Аляски» или «американскими аборигенами». Юпики как на Аляске, так и в России обычно предпочитают, чтобы их называли юпик. Инуиты в настоящее время используются на Аляске, но это не слово в языках юпиков и не слово, которое они традиционно использовали для описания себя. Эскимосский язык, который раньше использовался на Аляске, в целом вымирает.

## Структура и функции
Основными целями организации являются укрепление единства среди инуитов, продвижение их прав человека (коренных и языковых) и интересов, а также обеспечение развития инуитской культуры.
Структурно организация состоит из четырех отдельных офисов в каждой из четырёх инуитских наций, зарегистрированных индивидуально в соответствии с их национальными правилами. Президенты «ICC Чукотка», «ICC Аляска», «ICC Канада» и «ICC Гренландия» вместе с одним членом Исполнительного совета, избранным от каждой страны, составляют «Исполнительный совет ICC», состоящий из восьми членов. Исполнительный совет возглавляет международный председатель (бывший международный президент — название было изменено в 2002 году).
ICC проводит генеральную ассамблею каждые четыре года, собирая вместе инуитов со всего северного циркумполярного региона, чтобы обсудить вопросы, имеющие международное значение для их сообществ, определить направление работы организации в течение следующих четырех лет и разделить ответственность за проблемные области между национальными офисами. Делегаты Ассамблеи назначают международного председателя из страны, принимающей Генеральную Ассамблею, вместе с членами Исполнительного совета и разрабатывают политику и резолюции на предстоящий срок.
Генеральная ассамблея и, следовательно, должность Международного председателя сменяются между четырьмя инуитскими народами раз в четыре года на Генеральных ассамблеях. На Генеральной Ассамблее 2002 года в Кууджуаке, Нунавик, Канада, председательство перешло из Гренландии, где его в течение предыдущих семи лет занимал Аккалук Люнге, ныне член Постоянного форума Организации Объединенных Наций по вопросам коренных народов, в Канаду, где Шейла Уотт-Клутье, бывший президент «ICC Канада», занял эту должность.
В 2006 году председательство перешло к «ICC Аляски» на Генеральной ассамблее в Барроу, и затем его заняла Патрисия Л. Кокран, ранее исполнительный директор Комиссии коренных народов Аляски. На этой ассамблее ICC также проголосовал за изменение своего названия на «Приполярный совет инуитов», поскольку название организации, которое больше похоже на прошлое собрание, постоянно вызывает путаницу.

## Председатели
- Sara Olsvig (2022 - present)
- Dalee Sambo Dorough (2018-2022)
- Okalik Eegeesiak (2014-2018)
- Aqqaluk Lynge (2010-2014)
- James Stotts (2009-2010)
- Patricia Cochran (2006-2009)
- Sheila Watt-Cloutier (2002-2006)
- Aqqaluk Lynge (1997-2002)
- Rosemary Kuptana (1995-1997)
- Caleb Pungowiyi (1992-1995)
- Mary Simon (1986-1992)
- Hans-Pavia Rosing (1980-1986)

## Внешние ссылки
- Inuit Circumpolar Council, Alaska
- Inuit Circumpolar Council, Canada
- Inuit Circumpolar Council, Greenland
- Inuit Circumpolar Council, Chukotka Архивировано 1 апреля 2015 года.